# August Zinsmeister

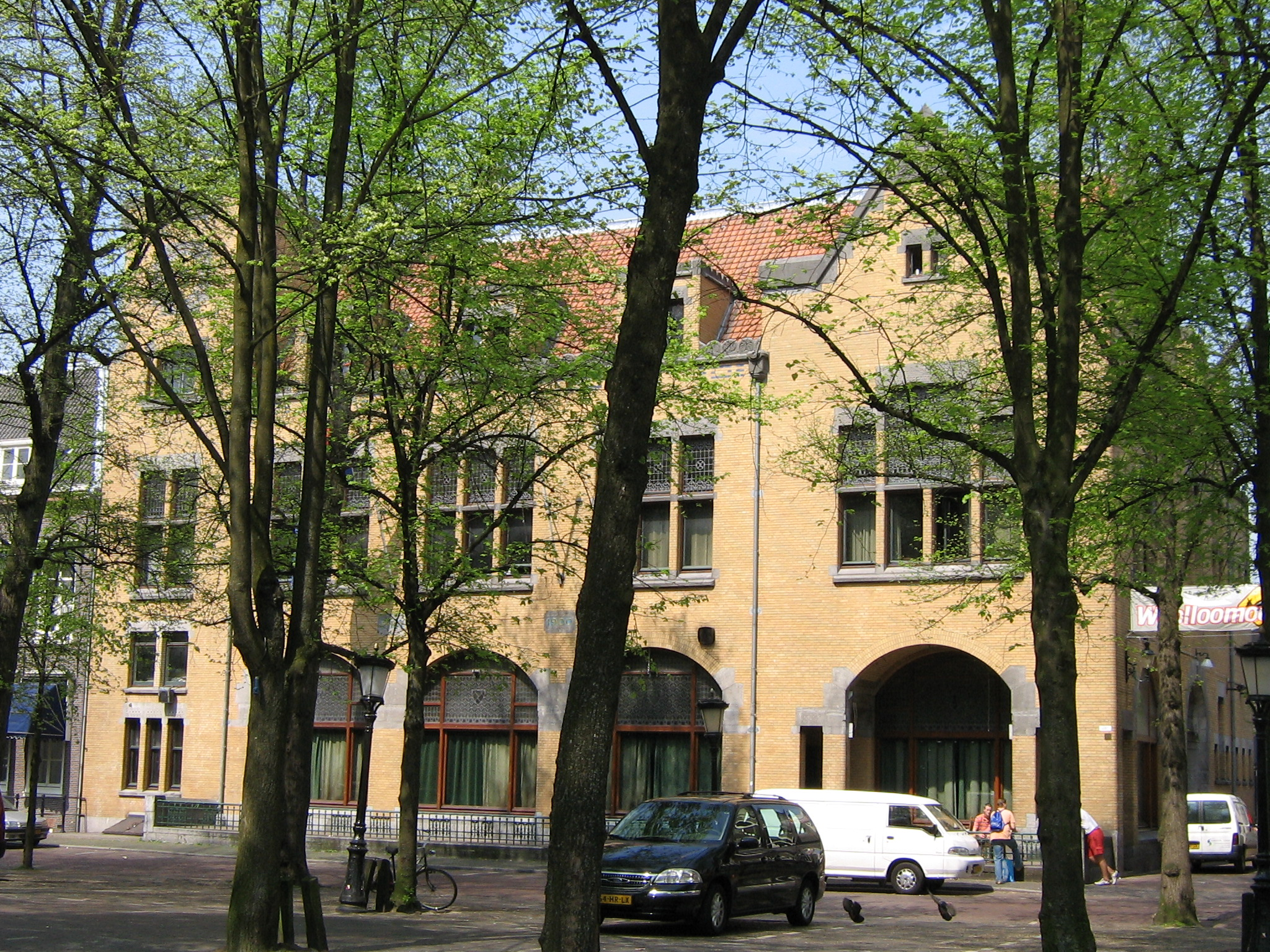
Sociëteitsgebouw PhRM te Utrecht

August Heinrich Zinsmeister (Rotterdam, 14 december 1867 - Hengelo (Overijssel), 8 januari 1941) was een Nederlands architect.

## Biografie

### Jeugd en opleiding
August Heinrich Zinsmeister werd te Rotterdam geboren, als zoon van Ludwig Zinsmeister en Henderika Christina Penteris. Zijn eerste bouwkundige opleiding ontving hij in zijn geboortestad aan de Academie voor Beeldende Kunsten en Technische Wetenschappen, waar Henri Evers toen doceerde. Vervolgens bracht hij twee jaar door aan de Polytechnische School te Delft, waar hij onder meer colleges kreeg van de eerste Delftse hoogleraar bouwkunde Eugen Gugel. Omstreeks 1890 was Zinsmeister betrokken bij de bouw van het Raadhuis Nieuwer-Amstel. Afgezien van dit project, waarvan hij niet de architect was, zijn er van Zinsmeister geen werken van vóór 1900 bekend. Tussen 1885 en 1895 was Zinsmeister bestuurslid van het genootschap Architectura et Amicitia.

### Zelfstandig architect
Een van Zinsmeisters vroegste en bekendste zelfstandige werken, is het sociëteitsgebouw PhRM (Placet hic Requiescere Musis) aan het Janskerkhof in Utrecht.  In zowel de strakke vormgeving als de inrichting vertoont het gebouw overeenkomsten met de Beurs van Berlage. Daarnaast is er invloed van de Jugendstil te herkennen, door de materiaalkeuze en het lichte kleurgebruik. Vanaf het overlijden van Willem Oldewelt leidt hij samen met architect A. Jacot het gelijknamige architectenbureau.

## Bekende werken samen met A. Jacot
- 1900-1901 Utrecht: Sociëteitsgebouw PhRM, Janskerkhof 14
- 1907-1933 Amsterdam: Winkelpand Maison de Bonneterie aan het Rokin en de Kalverstraat
- 1926-1926 Rotterdam: Voormalige damesconfectiemagazijnen B.J. Voss & Zonen, Korte Hoogstraat
- 1929-1929 Utrecht: Voormalige kledingzaak Dijckhoff Lange Viestraat 1
- 1931-1931 Nijmegen: Verbouwing Firma Bahlmann & Co., Grote Markt
- 1936-1936 Amsterdam: Prijsvraagontwerp voor een Raadhuis aan het Frederiksplein; "motto Huibertjan";

## Minder bekende werken
- 1903-1903 Hilversum: Woonhuis, Mauritslaan 4